# Conanthera urceolata
Conanthera urceolata är en enhjärtbladig växtart som beskrevs av Pierfelice Ravenna. Conanthera urceolata ingår i släktet Conanthera och familjen Tecophilaeaceae. Inga underarter finns listade i Catalogue of Life.